# كريستيان زيتز
كريستيان زيتز (بالألمانية: Christian Zeitz) مواليد 18 نوفمبر 1980 في هايدلبرغ، هو لاعب كرة يد ألماني يلعب كظهير أيمن. يلعب حاليا مع نادي كيل لكرة اليد ويحمل الرقم 20. مثل منتخب ألمانيا لكرة اليد. شارك في دورة الألعاب الأولمبية الصيفية سنة 2004. حقق المركز الأول في بطولة العالم لكرة اليد للرجال 2007.

## الميداليات
| الميدالية | المسابقة                           |
| --------- | ---------------------------------- |
| فضية      | الألعاب الأولمبية الصيفية 2004     |
| ذهبية     | بطولة العالم لكرة اليد للرجال 2007 |
| فضية      | بطولة العالم لكرة اليد للرجال 2003 |
| ذهبية     | بطولة أوروبا لكرة اليد للرجال 2004 |
| فضية      | بطولة أوروبا لكرة اليد للرجال 2002 |

## روابط خارجية
- كريستيان زيتز على موقع الاتحاد الأوروبي لكرة اليد (الإنجليزية)
- كريستيان زيتز على موقع نادي كيل لكرة اليد (الألمانية)
- كريستيان زيتز على موقع اللجنة الأولمبية الدولية (الإنجليزية)
- كريستيان زيتز على موقع أوليمبيديا (الإنجليزية)